# 李彥 (作家)
李彥，女，北京人，作家，用中英文双语创作，著有《红浮萍》、《嫁得西风》等小说，其中《红浮萍》于1996年获得加拿大全国小说新书提名奖。1997年起在安大略省的滑铁卢大学任教，任东亚系中文教研室主任。2007年起任滑铁卢大学孔子学院院长。曾任“加拿大中国笔会”副会长。除1995年度加拿大全国小说新书提名奖以外，还获得1996年度加拿大滑铁卢地区“文学艺术杰出女性奖”，2002年度台湾“中国文艺协会”海外文艺工作奖章。

## 旅加期间主要作品
单行本：
2013：中文长篇小说《海底-The Deep》 人民文学出版社
2011：英文论文集《Along the Silk Road: Essays on History, Literature, and Culture in China 沿着丝绸之路》与勃兰特、米勒合编
2010：英文长篇小说 《Lily in the Snow 雪百合》 加拿大妇女出版社
2010：中文长篇小说《红浮萍》中国作家出版社
2010：中英文双语《Chinese Literature: A Reader 中国文学选读》与唐建清合编，南京大学出版社
2008：中文自选集《羊群》 上海人民出版社
2000：中文长篇小说《嫁得西风》简体版北京文化艺术出版社，
1999：中文长篇小说《嫁得西风》繁体版   加拿大明镜出版社
1995：英文长篇小说《Daughters of the Red Land 红浮萍》加拿大姊妹观感出版社
1988：英译中《白宫生活》新华出版社

中文小说/散文/诗歌：
2014：《官太太当保姆》《李逵成了李鬼》《凉山女儿》《乞讨人也难》《盘丝洞酒吧》《堪羡非我族类》《翠香也爱勃兰特》
2013：《小厍的推背图》《罂粟花下藏兵洞》《米勒走了》《忍凝眸》《人之欲》《让中国文学走入海外读者的视野》
2012：《返航》《终南山下》
2011：《吕梁箫声》《我遥远的故人》《津门杂感》《黑管》
2010：《罗莎琳的中国》《麟姨的城》
2009：《白喜》《异草闲花》
2004：《忘年》《毛太和她的同学们》
2002：《宝岛印象》《重逢》《姚家岭》《生存与生活》《羊群》《地久天长》
2001：《故园》《回惶》
1998：《中加关系史上父子两代人》
英文：
2011：《明氏家族与中国》
1998：《小城妇女会》
1998：《警告》
1996：《群魔出笼》

## 文学交流活动
2014：在加拿大主办“文学百衲被：中国少数民族作家与北美少数族裔作家交流会”以及“中加文学论坛: 文学与我们的环境”。在多伦多“国际作家节”朗读。
2013：在北京为鲁迅文学院第20届高研班讲课：“加拿大人眼里的中国文学”。在麦吉尔大学、多伦多大学、西蒙菲沙大学、四川大学讲座：“双语创作的实践与思考”
2011：在加拿大举办“纪念辛亥革命百年国际交流会：文学中的历史/历史中的文学”。参加天津国际作家写作营活动。
2010：在加拿大举办 “沿着丝绸之路—中国文化国际研讨会”以及“历史·故土·呈现：北美华裔英文作品国际研讨会”。在苏州大学、北京大学、中国社科院文学所、南开大学、首都师大讲演。与江苏省作协交流座谈。参加上海国际书展签售。
2009：在加拿大举办“纪念白求恩医生逝世70周年研讨会”
2008：在加拿大举办“中加两国顶尖作家交流会”